# Häxprocessen i Umeå
Häxprocessen i Umeå ägde rum 1676 i Umeå under det stora oväsendet. Ett tiotal personer ställdes inför rätta, men ingen avrättades. 
Den utbröt på grund av ryktesspridning av tiggarbarn söderifrån, som påstod sig kunna identifiera häxor, och som fick mat i gårdarna av oroliga föräldrar som ville veta om deras egna barn fördes till Blåkulla och i så fall av vem. Dessa visgossar fick sedan av prästen uppgiften att peka ut misstänkta häxor, som senare ställdes inför rätta i tinget. Fallen hänsköts till hovrätten, som frikände samtliga anklagade eftersom fallen kom in till hovrätten just när häxjakten avslutats i Stockholm. 

## Historik

### Första rannsakningen
På tinget i Umeå 11, 30 september och 11 oktober 1676 behandlades fallet mot Karin Larsdotter, piga hos borgaren Anders Hall i Umeå. Tobaksinspektören Peder Hansson Rochman anklagade Karin för att ha fört hans dotter till Blåkulla. Rochman anklagade landshövding Johan Graan för att "intet utan mer befordrat trollkäringarna här till bål och band utan mera förhulpit dem att hålla med djävulen", och hade därför förhört Karin privat på sin gård i närvaro av kapellanen Peder (Per) Arctaedaius och stadspredikanten Seger Nenzelius och en soldat i tre dagar, under vilka hon utsätta för hot och misshandel och fått sin överdel sönderriven och en kniv hållen mot sina nakna bröst. Karin anmälde saken och fick hjälp av landshövdingen som lät döma Rochman till dryga böter för edsöresbrott (Nenzelius uppgavs inte ha deltagit i misshandeln medan Arctaedaius frigavs i brist på bevis).

### Andra rannsakningen
På tinget i Umeå 2-4 oktober 1676 ställdes tio kvinnor inför rätta för Blåkullaförande. Gölu Jonsdotter hade försökte begå självmord genom att dränka sig i en brunn för att undkomma anklagelserna, och uppgav att det var Djävulen som intalat henne att göra det i Per Arctaedaius gestalt, men att hon aldrig varit i Blåkulla. Den gamla blinda pigan Sigrid Nilsdotter, Kirstin i Österteg och pigan Kirstin Jakobsdotter uppgav att de hade fört barn till Blåkulla och bolat med Djävulen, men enbart i drömmen, något som inte räknades i domstol.

### Sammanhang och efterspel
Hovrätten tog lång tid på sig att hantera domarna från Västerbotten. Detta var en tid när en häxhysteri spreds i Västerbotten, men myndigheterna visade sig motvilliga att avkunna stränga straff. Vid samma tid som häxprocessen i Skellefteå hade en sådan inträffat även i Bygdeå. På tinget i Bygdeå 22-23 september 1676 riktade barn anklagelser om Blåkullaförande mot tio kvinnor, främst mot tolvmannen Esten Olofssons hustru Ingeborg från Flanken och deras två tonårsdöttrar; de anklagade påpekade att ryktet hade spritts i trakten av tiggarbarn, särskilt Erik Larsson, som fått mat i utbyte mot utpekanden, och eftersom de hade gott rykte och fick stöd av tingslaget och allmogen blev de friade.
Vid laga höstting i häradsrätten i Västerbottens södra fögderi i september 1676 tillbakavisade landshövding Johan Graan anklagelserna att han var ovillig att ingripa mot trolldom, men att de flesta anklagelserna om häxeri berodde på inbillning, ryktesspridning och satans illusioner
som fick allmogen att tro på barns lögner och vilja föra åldriga kvinnor till avrättning, bland annat på lögner från sådana som Per Hansson Rochman i Umeå, och att dessa mål skulle omhändertas av lagliga domstolar men att dessa var upptagna.
I september upplöstes den pågående häxprocessen i Katarina i Stockholm, när det visade sig att barnvittnen hade ljugit och hela häxhysterin hade berott på rena rykten och skvaller och att det var rimligt att anta att det varit så även på andra håll. De åtalade blev därmed alla frikända.